# Đàm Liên
Đàm Liên (1 tháng 10 năm 1943 – 25 tháng 4 năm 2020) là một nghệ sĩ tuồng. Bà là một trong số ít những nghệ sĩ tuồng được đông đảo công chúng biết tới, đặc biệt là qua vai diễn Ông già cõng vợ đi xem hội. Bà được gọi với những biệt danh như "Bà chúa của sân khấu Tuồng", "Nữ hoàng sân khấu Tuồng", "Vua Tuồng". Bà được phong tặng danh hiệu Nghệ sĩ nhân dân vào năm 1993.

## Cuộc đời
Đàm Liên tên thật là Đàm Thị Liên, sinh ngày 1 tháng 10 năm 1943 tại xã Xuân Long, Đồng Xuân, Phú Yên. Bà sinh ra trong một gia đình có nghề tuồng, ông ngoại là chủ gánh hát Bầu Leo, mẹ cũng là một nghệ sĩ tuồng với nghệ danh đào Cúc. Nhưng từ năm 14 tuổi, bà lại muốn đi theo nghề múa nhưng lại bị mẹ và những người trong đoàn tuồng ngăn cấm. Kể từ đó, bà bắt đầu đi học tuồng với những nghệ sĩ - đồng nghiệp của mẹ trong đoàn Tuồng liên khu 5.
Năm 1960, bà học được vai truyền thống như Trung Trắc và sau đó lại được vinh dự diễn vai này cho Bác Hồ xem. Kể từ đó bà có biệt hiệu "cô Trưng Trắc của Bác Hồ". Năm 1970, bà về công tác tại Nhà hát Tuồng Việt Nam. Từ đó bà trở thành một nghệ sĩ tuồng nổi tiếng với nhiều vai diễn xuất sắc để đời. Bà từng biểu diễn ở nhiều nước như: Nga, Bulgaria, Ba Lan, Ý, Đức, Pháp, Hà Lan, Tây Ban Nha, Ai Cập, Thái Lan, Ấn Độ...
Đàm Liên còn giữ nhiều chức vụ như Uỷ viên Ban chấp hành Hội nghệ sĩ Sân khấu (1984–1989), Ủy viên Ban chấp hành UNESCO Việt Nam (1996), Đoàn trưởng Đoàn tạp kỹ UNESCO, Trưởng đoàn bảo tồn, nghiên cứu & phát huy văn hoá dân tộc. Ngoài ra bà còn có 3 công trình nghiên cứu về sân khấu. Đàm Liên còn có nhiều đóng góp trong việc đào tạo những lớp nghệ sĩ tuồng kế cận.
Bà đã giành được 5 huy chương vàng, 3 huy chương bạc các Liên hoan nghệ thuật chuyên nghiệp toàn quốc. Bà còn giành được huy chương vàng "Tiếng cười đầu tiên" và Huân chương Kháng chiến hạng Nhì.
Năm 1993, Đàm Liên được trao tặng danh hiệu Nghệ sĩ nhân dân.
Bà mất ngày 25 tháng 4 năm 2020 tại Hà Nội, hưởng thọ 76 tuổi.

### Sự nghiệp
Đàm Liên đã gắn bó với nhiều vai diễn được công chúng biết tới như: Trưng Trắc trong vở Trưng Nữ Vương, Phương Cơ trong vở Ngọc lửa Hồng Sơn, Liễu Nguyệt Tiêm trong vở Đào Phi Phụng, Công chúa Quỳnh Nga vở Thạch Sanh, Hồ Nguyệt Cô trong Hồ Nguyệt Cô hoá cáo... Đặc biệt với vai diễn Ông già cõng vợ đi xem hội (biểu diễn lần đầu vào 19/7/1979 tại rạp Đại Nam (Hà Nội) do Nghệ sĩ nhân dân Văn Đôi viết lời). Bà thể hiện cả hai vai: ông già 70 tuổi và cô vợ 17 tuổi. Với vai diễn này, bà đã đạt được kỉ lục trong nghệ thuật tuồng Việt Nam với hơn 2000 đêm diễn. Bà cũng được đưa vào chương trình Chuyện lạ Việt Nam vì lý do này. Vai diễn này cũng là nguyên mẫu để xây dựng vai hề trong bộ phim về nổi tiếng của điện ảnh Việt Nam Đêm hội Long Trì và cũng xuất hiện trong bộ phim Mê Thảo thời vang bóng.

Bà đã thực hiện một công trình nghiên cứu về tiếng cười trong nghệ thuật tuồng. Từ đó, bà đã nghiên cứu ra 16 điệu cười riêng của mình và làm một băng hình giới thiệu những tiếng cười.

Hình VCD Nghệ thuật Tuồng qua những vai diễn của Nghệ sĩ Nhân dân Đàm Liên

Năm 2007, bà xuất hiện trong chương trình Đẹp Fashion mang tên Bí ẩn của linh hồn và diễn trích đoạn Hề nghe tin dữ mang tên Nghệ thuật Tuồng qua những vai diễn của Nghệ sĩ Nhân dân Đàm Liên. Album gồm có các trích đoạn tuồng đặc sắc gắn liền với tên tuổi bà như Hề nghe tin dữ, Bà Nguyệt đi tu, Phương Cơ giả điên qua ải, Bà Huyện đánh ghen, Ông già cõng vợ đi xem hội...

## Đời tư
Bà kết hôn với nhạc sĩ Vĩnh An, là người Tây Sơn, Bình Định. Ông đã làm nhiều thơ và phổ nhiều nhạc để tặng cho bà, ví dụ như Cô gái sông Hương của Tố Hữu phổ theo tuồng. Nhạc sĩ Vĩnh An đã mất năm 1994 và được truy tặng Giải thưởng Nhà nước năm 2007. Cô con gái của hai người tên Yên Lan (ghép giữa tên hai người) cũng từng học khoa guitar Nhạc viện Hà Nội nhưng không theo nghiệp diễn. Bà có em gái là nghệ sĩ tuồng Đàm Thanh, vợ của đạo diễn Nguyễn Văn Thông.